# 後鎮 (嘉義縣)
後鎮，是臺灣嘉義縣義竹鄉的一個傳統地域名稱，位於該鄉西部略偏北。相較於今日行政區，其範圍大致包括後鎮村不含北端及東南端及南端、龍蛟村西南部邊界地帶中央一小段。

## 歷史
台灣日治初期，後鎮地區為一街庄，稱為「後鎮庄」，隸屬於龍蛟潭堡。該庄昔日西及西北與崩山庄為鄰，東北及東南與龍蛟潭庄為鄰，西南邊為安溪藔庄、北港仔庄。
1901年（日治明治三十四年）11月11日，全台廢縣廳改設二十廳，該庄隸屬於鹽水港廳。1904年（明治三十七年）4月1日，該庄編入「布袋嘴區」，隸屬於鹽水港廳。1906年（明治三十九年）4月1日，鹽水港廳內轄區調整，該庄仍隸屬於「布袋嘴區」。1909年（明治四十二年）10月25日，全台合併二十廳為十二廳，布袋嘴區改隸屬於嘉義廳。1920年（大正九年）10月1日，全台地方制度大改正，廢十二廳改設五州二廳，該庄改制為「後鎮」大字，隸屬於臺南州東石郡義竹庄。
戰後義竹庄改制為義竹鄉，隸屬於臺南縣，大字亦改制為村。1950年10月25日，雲、嘉、南分治，義竹鄉改隸屬嘉義縣。

## 聚落
本地區發展較早的聚落為後鎮，在日治期初期的官方地圖上已有記載。

## 交通
縣道172號是布袋至澐水的道路，經過本地區主聚落。由該道路西行可前往布袋鎮布袋市區；東行可前往義竹鄉義竹市區、臺南市鹽水區、新營區、後壁區南部、白河區、嘉義縣中埔鄉，並止於省道台3線路口。